# M90 Stršljen
M90 Stršljen je protu-tenkovski raketni bacač srbijansko - makedonske proizvodnje. Izrađen je od vlaknima ojačane plastike te je namijenjen borbi protiv tenkova, oklopnih i drugih vozila kao i neprijateljske žive sile. Namijenjen je za jednokratnu uporabu.
Nakon što je 1991. raspad SFRJ uzrokovao rat, sve zaraćene strane su masovno koristile ručni raketni bacač M80 Zolja. Budući da probojnost Zolje od 300 mm nije bila dovoljna da ugrozi moderne tenkove, razvijen je novi raketni bacač M90 Stršljen kalibra 120 mm.

## Korisnici
- Sjeverna Makedonija: makedonska vojska koristi više od 600 raketnih bacača.
- Srbija: Vojska Srbije koristi više od 250 raketnih bacača
- Irak: naručeno je 160 Stršljena.